# Матьедуа де Поэр
Матьедуа (фр. Mathuedoï de Poher; ум. ок. 930/936) — граф Поэра.

## Биография

### Правление
Точное происхождение Матьедуа не известно. Некоторые поздние генеалогии указывают, что он был сыном графа Поэра Арно, но такой граф в первичных источниках неизвестен. В картулярии аббатства Редон 25 октября 913 года Матьедуа назван графом Поэра.
Матьедуа был женат на дочери короля Бретани Алена I Великого, после смерти которого в 907 году в Бретани начались междоусобицы между различными графами за верховную власть, в которой участвовали Матьедуа, сын Алена Рудал, граф Ванна и граф Корнуая Гурмаелон. Победителем в итоге вышел Гурмаелон, однако объединить страну тому не удалось. 
В 911 году король Западно-Франкского королевства Карл III Простоватый признал за вождём норманнов Роллоном право на владение областью в низовьях Сены, которая вскоре получила название Нормандия. Вскоре норманны возобновили нападения и на Бретань, воспользовавшись её раздробленностью. Около 913 года в борьбе против норманнов погибли Гурмаелон и Рудал. Постепенно норманны захватили большую часть Бретани, а Матьедуа со своей семьёй согласно «Хронике Нанта» около 919 года бежал в Англию, где нашёл пристанище у короля Этельстана.
Умер Матьедуа в Англии не позднее 936 года, когда его сын Ален начал отвоёвывание Бретани у норманнов.

### Брак и дети
Жена: дочь Алена I Великого, короля Бретани. Дети:
- Ален II Кривая Борода (ок. 910—952), граф Нанта, Ванна и герцог Бретани с 937